# Костёл апостолов Петра и Павла (Каркажишке)
Костёл апостолов Петра и Павла — католический храм в селе Каркажишке Швенченского района Литвы. Богослужения проходят на польском языке.
Первую церковь построил Йокубас Немировичюс. В 1502 году его дочь Ядвыга подарила настоятелю поместье, 2 трактира и другое имущество. В 1670 году прелат Александр Сапега перестроил церковь. В 1838 году в храм ударила молния, здание сгорело, его отстроили заново.
В 1913 году был построен современный храм. В 1963 году храм закрыли. В 1990 году открыли снова.